# Вильче, Джули Прест
Джули Прест Вильче (дат. Julie Præst Wilche; род. 25 августа 1971, Орхус) — государственный и политический деятель Гренландии. С 2022 года является Верховным комиссаром Гренландии.

## Биография
Прошла обучение на медсестру в Дании, прежде чем переехала в Гренландию в начале 1990-х годов. В 2009 году окончила Гренландский университет по специальности «административная наука». Затем работала государственным служащим в департаменте здравоохранения, а затем стала исполняющим обязанности начальника этого департамента. В 2015 году была назначена начальником департамента в Министерстве социальных дел и юстиции. В сентябре 2021 года сменила Наайю Натаниэльсен на должности директора Исправительной службы Гренландии. 1 мая 2022 года стала Верховным комиссаром Гренландии, сменив Микаэлу Энгель.

## Личная жизнь
Имеет двоих детей от мужа Йона Вильче (родился в 1957 году), который является сыном датского плотника Хуго Вильче и его гренландской жены Арнарсак Болете Батсебы Аугусты Линге.

## Примечание
1. 1 2  https://legacy.altinget.dk/person/julie-praest-wilche
2. 1 2  Trine Juncher Jørgensen. Bindeled mellem Grønland og Danmark. Nuuk Ugeavis 11 (27 апреля 2022). Дата обращения: 7 января 2025. Архивировано 8 января 2023 года.
3. ↑  Merete Lindstrøm. Departementschef overtager kriminalforsorgen. Sermitsiaq.AG (17 августа 2021). Дата обращения: 7 января 2025. Архивировано 8 января 2023 года.
4. ↑  Ny rigsombudsmand i Grønland. Statsministeriet (8 марта 2022). Дата обращения: 7 января 2025. Архивировано 7 января 2025 года.
5. ↑  Bendt Lynge. Lynge. — Nuuk, 1981. — P. 52. Архивная копия от 20 сентября 2022 на Wayback Machine